# Roger Grégoire
Roger Grégoire (* 13. Dezember 1903 in Nancy; † 11. November 1982 in Vandœuvre-lès-Nancy) war ein französischer Radrennfahrer.

## Sportliche Laufbahn
Grégoire war im Straßenradsport und im Querfeldeinrennen (heutige Bezeichnung Cyclocross) aktiv. Von 1925 bis 1932 war er Unabhängiger und Berufsfahrer. 1927 gewann er das Eintagesrennen Paris–Caen. Nancy–Belfort–Nancy gewann er 1927 mit zwei Etappensiegen, Nancy–Colmar 1928. Bei Paris–Hayange 1926, bei Nancy–Colmar und bei Paris–Longwy wurde er Zweiter. 
Die Tour de France fuhr er zweimal. 1928 war er ausgeschieden, 1929 belegte er den 30. Platz.